# Lanús
Lanús es una ciudad de la provincia de Buenos Aires, Argentina. Es cabecera del partido homónimo, que se ubica en el área metropolitana de Buenos Aires. Se subdivide, sin división política, en dos zonas diferenciadas: Lanús Este y Lanús Oeste.

## Historia

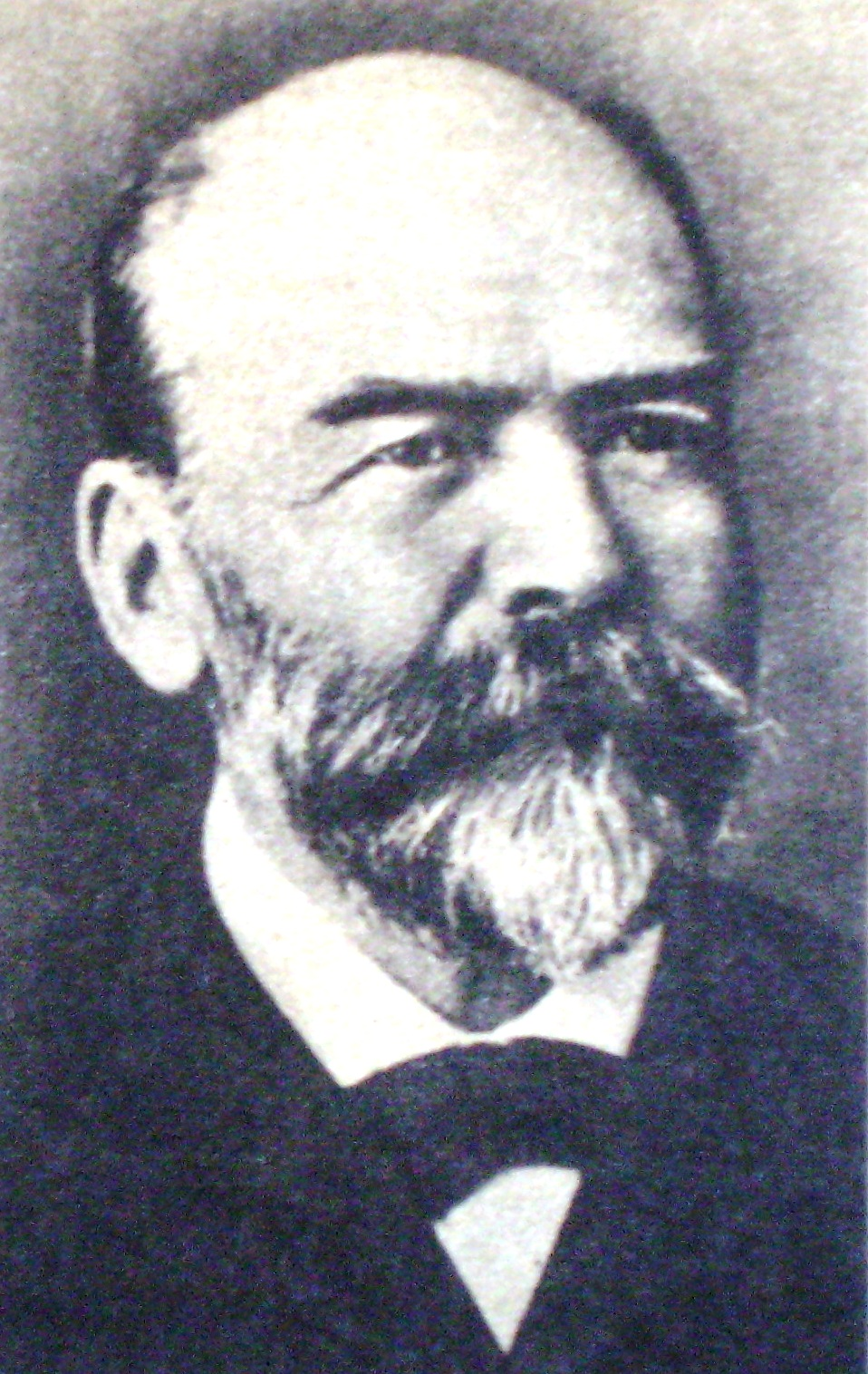
Anacarsis Lanús.

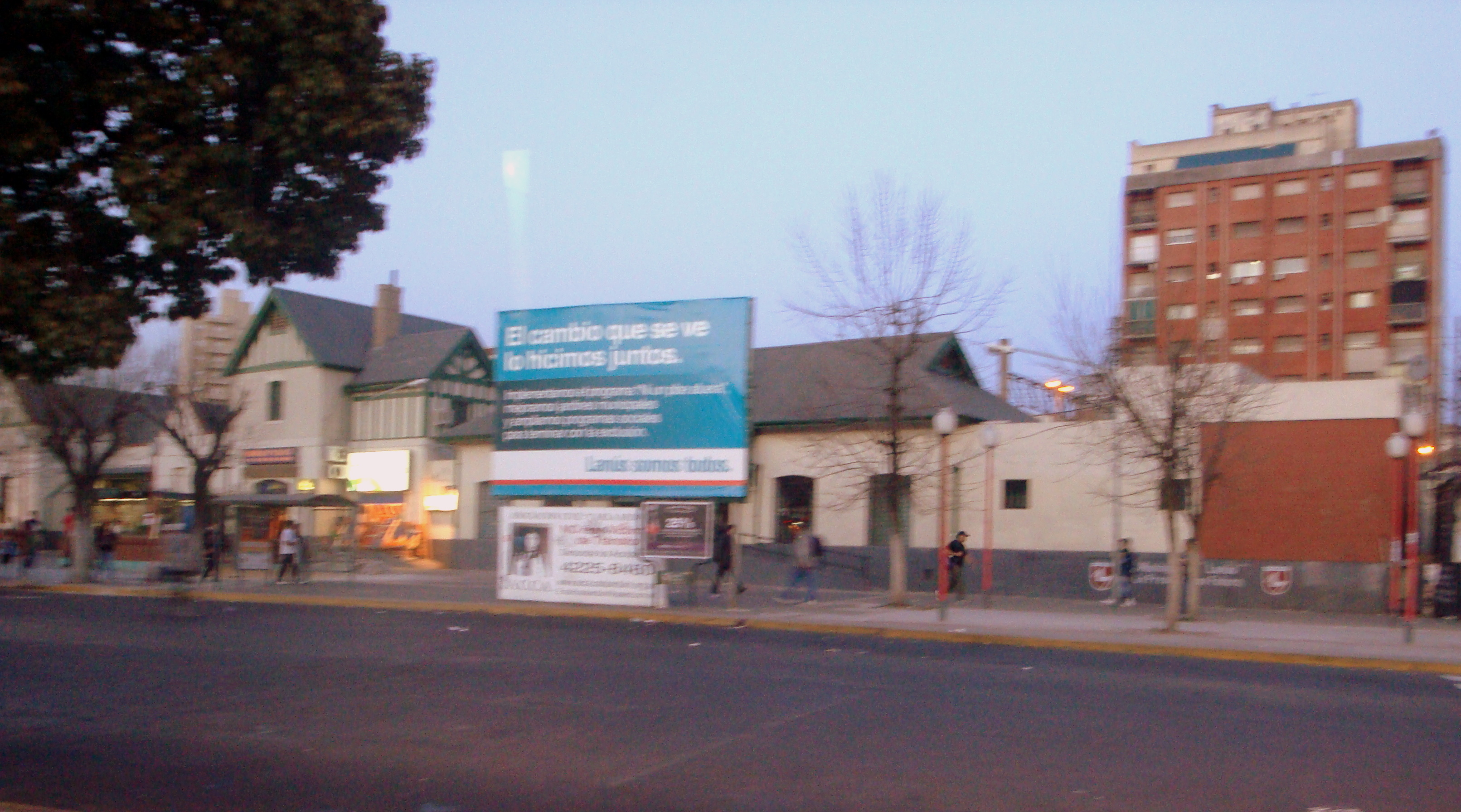
Estación de ferrocarril.

Con anterioridad a la conquista española, el actual territorio de Lanús estaba habitado por tribus pampas y guaraníes, los cuales eran nómadas, cazadores y recolectores.
Luego de la segunda fundación de Buenos Aires por Juan de Garay en 1580, se llevó a cabo el establecimiento de chacras y estancias, y la organización territorial alrededor de la ciudad en "pagos" (territorios delimitados por ríos y riachos), dividiéndose el actual territorio de Lanús entre el pago de la Magdalena, el pago de la Matanza y el pago del Riachuelo.
Con el correr del tiempo los pagos se convirtieron en partidos, en 1795 las tierras de esta zona pasaron a formar parte del partido de Quilmes, ya creado el Virreinato del Río de la Plata.
Cabe agregar que durante las invasiones inglesas, las tropas británicas pasaron por las tierras del actual partido de Lanús, tras su desembarco, en su marcha hacia Buenos Aires.
En 1852, siendo gobernador interino de Buenos Aires el doctor Vicente López y Planes, se tomaron tierras del partido de Quilmes, dada su gran extensión, fundándose el Partido de Barracas al Sur. Este nuevo partido albergaba los actuales municipios de Avellaneda, Lanús y Lomas de Zamora, y las actuales localidades brownienses de Adrogué y San José.
La ciudad debe su nombre al terrateniente Anacarsis Lanús (1820-1888), nacido en Concepción del Uruguay, Entre Ríos, hijo a su vez del bearnés  Lanusse Casenave y de la porteña Teresa Fernández de Castro.  
Lanús adquirió tierras del actual distrito con la intención de fundar un pueblo, construyendo su casa quinta sobre el Camino Real (hoy Av. Hipólito Yrigoyen), frente a la actual estación de trenes.
Su primera población permanente se establece a partir del genio creador de Guillermo Gaebeler, quien fundó la villa de General Paz el 20 de octubre de 1888, seis días después del fallecimiento de Anacarsis Lanús, y de la que sería constructor e impulsor. Diseñó sus calles y plazas, a las que nominó con la vida y acciones del General Paz, a pedido de su amigo el general Bartolomé Mitre. 
Por su parte Anacarsis y su hermano Juan habrían sido los impulsores de la sociedad de bomberos voluntarios, de la primera sala de atención médica del lugar y de la sociedad de fomento, construido viviendas y gestionado créditos para la construcción, entre otras tareas. Sus restos y los de su mujer, Dolores Rojas Valdés, se encuentran en la Capilla "Santa Teresa de Jesús", entre las calles Dr. Melo y Llavallol.
En la década de 1960 el partido recibe su mayor incremento poblacional. Entre las familias que comenzar a habitarlo se encuentran la de Jorge Tarela, Analista destacado por su recorrido en diversas instituciones públicas en las áreas de salud mental y adicciones nació en Buenos Aires en 1961 pero su familia vivió en Longchamps entre 1959 y 1964 hasta que se mudaron a Lanús y vivieron hasta los años 1980. Escribió varias publicaciones entre ellas: Adicciones: la falta de sí (Ed. Intervalo 2007) y Transablar ( Ed Letra Viva 2015)

## Demografía
El partido de Lanús está conformado por seis localidades: parte de Gerli (que comparte con Avellaneda), Lanús Este (conformado a su vez por distintas zonas, como Villa Obrera), Lanús Oeste, Monte Chingolo, Remedios de Escalada y Valentín Alsina.
De acuerdo a la información brindada por el censo de 2022, el partido presenta una población total de 461.267 habitantes. Esto implica el 4,25% del total de los 24 partidos que conforman el conurbano bonaerense

## Deportes
El club símbolo de la ciudad es el Club Atlético Lanús, fundado el 3 de enero de 1915. En cuanto a los logros alcanzados en el fútbol ha obtenido dos títulos de Primera División, el Torneo Apertura 2007 y el Campeonato de Primera División 2016, dos copas nacionales: Copa Bicentenario 2016 y Supercopa Argentina 2017 y también, dos títulos internacionales: la Copa Conmebol 1996 y la Copa Sudamericana 2013. En básquetbol, ganó el Campeonato Argentino de Clubes 1977 y fue subcampeón de la Liga Nacional de Básquet 2012/13 y la Liga de las Américas 2013.
El Círculo Deportivo Comunitario (CI.DE.CO), en realidad Círculo de Comunidad CI-DE-CO, ubicado en la ciudad de Gerli, es uno de los principales de la Liga de Honor Damas de la Federación Metropolitana de Balonmano.
Otras instituciones deportivas de notoria relevancia y trascendencia son el Club Atlético Talleres, el Club El Porvenir, el Club Atlético Victoriano Arenas y el Club Social Lanús.